# Parectropis deumbrata
Parectropis deumbrata là một loài bướm đêm trong họ Geometridae.